# Candy (film 2006)
Candy – australijski filmowy dramat z roku 2006, adaptacja powieści Luke’a Daviesa Candy. Realizacji podjął się Neil Armfield, który wyreżyserował dramat według scenariusza napisanego wspólnie z autorem powieści. Światowa premiera filmu miała miejsce podczas Międzynarodowym Festiwalu Filmowym w Berlinie 15 lutego 2006.

## Obsada
- Abbie Cornish – Candy Wyatt
- Heath Ledger – Dan
- Geoffrey Rush – Casper
- Tom Budge – Schumann
- Roberto Meza Mont – Jorge
- Tony Martin – Jim Wyatt
- Damon Herriman – Roger Moylan
- Noni Hazlehurst – Elaine Wyatt
- Tim McKenzie – wujek Rod
- Tara Morice – ciotka Katherine
- Maddi Newling – Janey
- Cristian Castillo – Mały Angelo
- Paul Blackwell – Phillip Dudley
- Adrienne Pickering – kasjerka w banku
- Nathaniel Dean – Paul Hillman

## Opis fabuły
Dan jest nonkonformistycznym poetą z wzajemnością zakochanym w studentce malarstwa Candy, którą pociąga jego styl życia na wzór artystycznej bohemy i miłość do narkotyków. Film – podzielony na trzy części, zatytułowane kolejno: Niebo, Ziemia, Piekło – śledzi ich powolny upadek na samo dno. Gdy kończą się im pieniądze, uciekają się do kradzieży i prostytucji. Każda próba zerwania z nałogiem kończy się niepowodzeniem. Bohaterowie przeżywają życiowe tragedie. Ostatecznie Dan zdaje sobie sprawę, że jedynym ratunkiem jest dla niego zerwanie zarówno z Candy, jak i „candy” czyli heroiną.

## Festiwale filmowe
Film zaprezentowano podczas następujących festiwali filmowych:
- 2006: Niemcy – Międzynarodowy Festiwal Filmowy w Berlinie
- 2006: Międzynarodowy Festiwal Filmowy w Hongkongu
- 2006: Kanada – Festiwal Filmowy w Toronto
- 2006: Wielka Brytania – Londyński Festiwal Filmowy
- 2006: Stany Zjednoczone – Milwaukee International Film Festival
- 2007: Singapur – Singapore International Film Festival

## Nagrody
- Australijski Instytut Filmowy przyznał Luke’owi Daviesowi i Neilowi Armfieldowi nagrodę w kategorii najlepszy scenariusz adaptowany oraz nominował:
  - Dany'ego Coopera za montaż filmu,
  - Margaret Fink i Emile Sherman za produkcję filmu (kategoria najlepszy film),
  - Heatha Ledgera za najlepszą męską rolę pierwszoplanową,
  - Abbie Cornish za najlepszą żeńską rolę pierwszoplanową,
  - Roberta Cousinsa za scenografię do filmu,
  - Geoffreya Rusha za najlepszą męską rolę drugoplanową,
  - Noni Hazlehurst za najlepszą żeńską rolę drugoplanową.
- Australijska Gildia Scenarzystów przyznała Luke’owi Daviesowi i Neilowi Armfieldowi nagrodę Awgie w kategorii najlepszy scenariusz adaptowany.
- Podczas Międzynarodowego Festiwalu Filmowego w Berlinie Neil Armfield odebrał za film nagrodę Złotego Niedźwiedzia.
- Krąg Krytyków Filmowych Australii (ang. Film Critics Circle of Australia) przyznał Geoffreyowi Rushowi i Abbie Cornish nagrody w kategoriach najlepszy aktor drugoplanowy i najlepsza aktorka pierwszoplanowa oraz nominował:
  - Heatha Ledgera za najlepszą męską rolę pierwszoplanową,
  - Noni Hazlehurst za najlepszą żeńską rolę drugoplanową,
  - Neila Armfielda za reżyserię filmu,
  - Paul Charlier za muzykę filmową,
  - Neila Armfielda i Anę Kokkinos za scenariusz adaptowany.
- Podczas Inside Film Awards Heath Ledger i Abbie Cornish odebrali nagrody w kategoriach najlepszy aktor i najlepsza aktorka.

## Plan zdjęciowy
Film kręcono od 17 marca do 7 maja 2005 w Australii. Lokacje atelierowe obejmowały miejscowości Melbourne oraz Sydney (w tym lunapark na przedmieściach Milsons Point).